# 浮滨镇
浮滨镇，是中华人民共和国广东省潮州市饶平县下辖的一个乡镇级行政单位。
浮滨镇地处广东省潮州市饶平县中西部，东经116°56′29″，北纬23°52′56″，位于黄冈河中游西侧，东接浮山镇，北连汤溪镇，西与潮安县凤凰镇、文祠镇、湘桥区意溪镇交界，南与樟溪镇毗邻，总面积159.36平方千米，辖下村委会32个，林场1个，散居96个自然村，总人口26982人（截至2019年末），共有耕地面积17808亩，山地面积20万亩。

## 歷史沿革
浮滨历史悠久，民风淳朴。早在商周时期就有人类活动的遗迹，塔仔金山的“商周墓葬群遗址”验证远古时代就有人在这里谋生。明朝时期称弦歌都东洋堡大榕社，清朝時期因為避康熙帝名諱改稱元歌都东洋堡大榕社（大榮社或稱大英社）。浮滨在饶平县境中部、黄冈河中游西侧，原名浮墩，20世纪30年代称浮滨。1926年始建浮滨圩，因圩场紧靠黄冈河之大榕溪、小榕溪、中榕溪汇合处，又坐落浮山圩西侧，故名浮滨圩，后成地域名称“浮滨”，民国期间称为浮山区西四乡，建国后始称河西区，1951年属饶平第四区，1956年称浮滨乡，1958年拼入浮山公社，1961年成立浮滨公社，1973年拆出坪溪公社，1974又拆出新安林场，1983年称浮滨区，1986年称浮滨乡，1992年称浮滨镇至今。2002年合拼坪溪镇、2004年合拼新安林场。浮滨辖区生态良好，民风淳朴，治安稳定，社会和谐。

## 行政区划
浮滨镇下辖以下地区：
新埔村、大新溪村、土坑村、宫边村、石槽村、黄正村、柘林村、虎头山村、欧阳山村、寨上村、大榕村、中段村、麦园村、荆山村、五祉村、桥头村、德业村、溪楼村、宫下村、大榕铺村、三红村、上社村、岭头村、夏校村、东里村、古山村、葛埔村、坪峰村、径楼村、下安村、沃潭村和排江村。

## 信仰
宫下村
- 三山国王宫:供奉三山国王

上社村
- 尚乡古庙:供奉三山国王

下安村
- 霞安保障大宫:供奉三山国王

虎头山村
- 虎岭庙:供奉观音娘娘

## 浮濱文化
浮滨有着悠久的人类文明史，1974年，省博物馆和县文化局在浮滨桥头村塔仔金山墓葬群发掘的300多件文物，引起了国学大师饶宗颐等考古学专家和历史学家的高度重视，经鉴定，为我国商周时代古越族珍贵文物，印证了自远古时代就有人类在这片土地上繁衍生息，创造文明历史，也为这片土地积累了丰厚的文化底蕴。后经专家们多方考证认定，由潮汕及福建闽南等地出土的文物，多与浮滨出土文物的文化类型相同，而以浮滨文物最具代表性，故统称为“浮滨文化”。

## 本地語言
浮滨镇地區現已潮州話為主要語言，本地居民应为闽南、潮汕、客家移民混居，语言初期应为闽南话、潮州话、客家话交互使用，后期则同化改讲潮州话。
饶平口音与其他潮汕地方区别明显。中南部沿海口音较轻，较接近闽南话。饶平潮州话听起来语感跟福建闽南话比较接近，也许是饶平接近福建，受到漳州音调的影响。

## 信仰風俗
三山国王宫， 位於浮滨镇宫下村，它由宫下、宫上、十四江、含尾、坑内、马脚寮6个自然村组成。该村交通方便，宫下原名兴夏，寓意华夏兴旺，后因村东北面山坡建有三山国王宫。
营娘娘， 每年二月初，浮滨镇古榕十八乡杨氏的乡众会轮流到虎头山请虎岭娘娘出游乡社，巡游至二月末。
迎老爷， 广东省潮汕地区的民俗祭祀文化活动，潮汕人称神仙为老爷，当地民间是多神崇拜的，各村都有自己的神。每年年初，潮汕地区都有迎老爷的风俗。就是将神像从庙里请出来，到村子里游行，在一个地方举行拜祭仪式，然后再送回神庙安放。“老爷”在潮汕地区是指一个镇或村的守护神，潮汕各地的大老爷名目众多。
浮滨镇土坑村的村民信奉土地爷、菩萨、灶公、关公等神明。春节过节时会杀鸡宰鹅，鸡鸭鹅三脚必齐，其中以狮头鹅最受欢迎，另外还做甜桃粿，甜桃粿以绿豆做陷；元宵节和冬至是小春节，杀鸡鸭鹅，端午节当地的孩子们脖子上挂着三五个粽子，当地的孩子在端午节当天中午十二点准时下河洗澡，与龙相会；七月十五也是祭拜祖先，但不扫墓，只在家里祭拜；中秋节月饼以当地的绿豆沙饼为主，还有当地特产的薄饼，还有米糕等过节食品，而冬至是吃汤圆。
浮滨镇桥头村 正月营老爷。桥头村的营老爷有三山国王，这些都是大多潮汕人共有的成长记忆。三山国王，其为明山、巾山、独山三山之神。

## 特产
- 岭头单丛茶：始于清代。后由岭头村茶农于1961年至1963年在双髻娘山腰茶园发现并经试种成功。1981年国家农业部命名为“岭头单丛”茶。